# Schoenoplectiella mucronata
Schoenoplectiella mucronata, куга гострокінцева як Scirpus mucronatus — вид рослин із родини осокових (Cyperaceae), що зростає у Євразії, Африці, Австралії.

## Біоморфологічна характеристика
Це багаторічна або однорічна трава 30–100 см заввишки, утворює невеликі пучки. Кореневище коротке. Коренева система невелика. Стебло зелене, гостро-3-гранне, 2–5 мм у діаметрі, зелене або сірувато-зелене, краї гладкі. Листові піхви в числі двох, нижня до 25 мм, верхня до 10 см і більше, зелена, край широко тонкоперетинчастий; присутній язичок; листові пластини зменшені до кінчиків. Суцвіття щільно-головчате, до 2 см у діаметрі, складається з групи 6–15, зрідка до 1–3, сидячих колосочків. Колосочки 7–18 × 4–5 мм, яйцеподібні; колоскові луски 2.7–3.5 мм. Приквітковий листок значно довший за головки. Тичинок 3; пиляк ≈ 1 мм. Горішок точково-ямкуватий, плоско-опуклий, ≈ 2 мм завдовжки, блискучий, чорнувато-коричневий. Період цвітіння: червень — серпень. 2n=42.

## Середовище проживання
Зростає у Євразії, Африці, Австралії; інтродукований до США.
Цей вид зазвичай зустрічається на органічних відкладах, а іноді на глині, в болотах, на узбережжях ставків та озер, а також на рисових полях.
В Україні вид зростає на заболочених місцях, на берегах водойм — у Степу.
У Хорватії S. mucronata класифікується як вид на межі зникнення (CR); у Швейцарії він під загрозою вимирання (EN); у Франції вид охороняється на регіональному рівні в Ельзасі, Рона-Альпах, Франш-Конте, Центрі та Північних Піренеях; для Тоскани класифікується як вид на межі зникнення.

## Синоніми
Синоніми: Eleocharis triangulata (Roxb.) Sieber ex C.Presl, Heleophylax mucronatus (L.) Schinz & Thell., Hymenochaeta preslii (A.Dietr.) Nakai, Isolepis mucronata (L.) Fourr., Schoenoplectiella triangulata (Roxb.) J.Jung & H.K.Choi, Schoenoplectus javanus (Nees) Palla, Schoenoplectus mucronatus (L.) Palla,Schoenoplectus triangulatus (Roxb.) Soják, Scirpus abactus Ohwi, Scirpus cognatus Hance, Scirpus javanus Nees, Scirpus mauritanicus Steud., Scirpus mucronatus L., Scirpus muticus D.Don, Scirpus preslii A.Dietr., Scirpus sundanus Miq., Scirpus triangulatus Roxb., Scirpus tricarinatus Pers..